# 石黒正大
石黒 正大（いしぐろ まさひろ、1942年5月8日 - ）は、日本の通産官僚、実業家。

## 経歴
福岡市に生まれる。1961年福岡県立修猷館高等学校を経て、1966年東京大学法学部を卒業。
1966年通商産業省（現・経済産業省）に入省。工業技術院（産業技術総合研究所の前身）総務部人事課長を経て、1984年通商産業省産業政策局大規模小売店舗調整官、1985年貿易局輸入課長、1986年生活産業局原料紡績課長、1989年基礎産業局総務課長、1990年資源エネルギー庁長官官房総務課長、1991年6月中小企業庁小規模企業部長、1992年6月通商産業省大臣官房審議官産業政策局担当、1993年6月国土庁長官官房審議官長官官房担当、1994年8月衆議院商工委員会調査室長専門員、1996年7月中小企業庁長官に就任。
1997年7月日本開発銀行理事、1999年10月合併により日本政策投資銀行理事に就任。2000年3月退任。
2000年6月東京瓦斯常務となり、2002年6月取締役兼常務執行役員、2004年4月取締役兼副社長執行役員ビジネスサービス本部長、6月副社長執行役員を務めた。
その後、日本自転車振興会（現・JKA）副会長兼専務理事に就任する。